# Trofeo Antonio Puerta
El Trofeo Antonio Puerta es un torneo anual que organiza el Sevilla Fútbol Club desde 2008, dedicado a la memoria del jugador Antonio Puerta, fallecido el 28 de agosto de 2007, tres días después de caer desplomado en el campo mientras disputaba el primer partido de Liga de la temporada 2007-2008 contra el Getafe.
Este trofeo se disputa antes del comienzo de la temporada, a finales de agosto, y sustituye al tradicional partido de presentación que disputaba el Sevilla en su estadio antes de comenzar la temporada.
La primera edición se celebró el día 23 de agosto de 2008, cinco días antes del aniversario del fallecimiento del jugador. Por ello se realizaron una serie de actos antes del partido: se le entregó a Aitor Puerta, hijo del jugador, su carné de socio y una camiseta con su nombre; se proyectaron en el videomarcador imágenes del jugador; y justo antes del partido se guardó un minuto de silencio, durante el cual se rezó un padrenuestro, en recuerdo del propio jugador homenajeado y de las víctimas del vuelo 5022 de Spanair, en accidente ocurrido en el aeropuerto de Barajas en Madrid el 20 de agosto de 2008 y que supuso la mayor tragedia de la aviación comercial en España desde 1983, un suceso que conmocionó a toda la sociedad española.
El club elegido para disputar la 1ª edición del Trofeo Antonio Puerta fue el Málaga, club andaluz contra el que Puerta debutó en Primera División el 21 de marzo de 2004, y que en la temporada 2008-09 retorna a Primera División tras dos temporadas en Segunda División.
El trofeo de la 1ª edición es obra del escultor Roberto Echevarría y el orfebre Juan Borrero Campos, encargados del diseño y ejecución de la misma. Es una pieza en medio relieve y en plata de ley que representa la equipación nervionense con la anatomía de Antonio Puerta y su dorsal a la espalda. Los colores utilizados son el rojo terciopelo para el fondo y la plata simbolizando el blanco de la camiseta sevillista.

## Ediciones

### I Edición: 2008
| 23 de agosto de 2008, 22:00 | Sevilla                       | 2:0 (1:0) | Málaga | Estadio Ramón Sánchez Pizjuán, Sevilla                     |                                                            |
|                             | Luis Fabiano 29' · Renato 64' | Reporte   |        | Asistencia: 25.000 espectadores Árbitro(s): Palomino Núñez | Asistencia: 25.000 espectadores Árbitro(s): Palomino Núñez |

### II Edición: 2009
| 21 de agosto de 2009, 21:30 | Sevilla                             | 2:1 (1:0) | Xerez      | Estadio Ramón Sánchez Pizjuán, Sevilla                     |                                                            |
|                             | José Carlos 39' · Diego Perotti 50' | Reporte   | Michel 87' | Asistencia: 21.000 espectadores Árbitro(s): Ceballos Silva | Asistencia: 21.000 espectadores Árbitro(s): Ceballos Silva |

### III Edición: 2010
| 24 de noviembre de 2010, 21:00 | Sevilla         | 1:1 (0:1) (2:4 p.) | Granada          | Estadio Ramón Sánchez Pizjuán, Sevilla                             |                                                                    |
|                                | Jose Carlos 57' | Reporte            | Carlos Calvo 12' | Asistencia: 3.000 espectadores Árbitro(s): Israel Mariscal Sánchez | Asistencia: 3.000 espectadores Árbitro(s): Israel Mariscal Sánchez |

### IV Edición: 2011
| 4 de agosto de 2011, 22:00 | Sevilla                                                       | 5:0 (1:0) | Español | Estadio Ramón Sánchez Pizjuán, Sevilla                               |                                                                      |
|                            | Rodri 25' 75' · Manu del Moral 46' · Frédéric Kanouté 73' 90' | Reporte   |         | Asistencia: 20.000 espectadores Árbitro(s): José Luis Paradas Romero | Asistencia: 20.000 espectadores Árbitro(s): José Luis Paradas Romero |

### V Edición: 2012
| 8 de agosto de 2012, 22:00 | Sevilla                                   | 2:0 (2:0) | Deportivo de La Coruña | Estadio Ramón Sánchez Pizjuán, Sevilla                                |                                                                       |
|                            | Álvaro Negredo 30' · Piotr Trochowski 44' | Reporte   |                        | Asistencia: 25.000 espectadores Árbitro(s): Pedro Jesús Pérez Montero | Asistencia: 25.000 espectadores Árbitro(s): Pedro Jesús Pérez Montero |

### VI Edición: 2013
| 14 de noviembre de 2013, 20:45 | Sevilla                  | 1:1 (0:0) (4:2 p.) | Almería                   | Estadio Ramón Sánchez Pizjuán, Sevilla                              |                                                                     |
|                                | Diego Perotti 82' (pen.) | Reporte            | Christian Fernández 90+2' | Asistencia: 20.000 espectadores Árbitro(s): Juan Manuel López Amaya | Asistencia: 20.000 espectadores Árbitro(s): Juan Manuel López Amaya |

### VII Edición: 2014
| 8 de agosto de 2014, 21:30 | Sevilla                             | 2:0 (0:0) | Córdoba | Estadio Ramón Sánchez Pizjuán, Sevilla                               |                                                                      |
|                            | Denis Suárez 81' · Carlos Bacca 84' | Reporte   |         | Asistencia: 20.000 espectadores Árbitro(s): David Fernández Borbalán | Asistencia: 20.000 espectadores Árbitro(s): David Fernández Borbalán |

### VIII Edición: 2016
| 11 de noviembre de 2016, 21:45 | Sevilla                                                              | 3:4 (1:2) | Boca Juniors                                                      | Estadio Ramón Sánchez Pizjuán, Sevilla                               |                                                                      |
|                                | Steven N'Zonzi 31' · Timothée Kolodziejczak 81' · Luciano Vietto 89' | Reporte   | Darío Benedetto 25' · Cristian Pavón 37' · Carlos Tévez 60' 90+4' | Asistencia: 24.000 espectadores Árbitro(s): David Fernández Borbalán | Asistencia: 24.000 espectadores Árbitro(s): David Fernández Borbalán |

### IX Edición: 2017
| 10 de agosto de 2017, 22:00 | Sevilla                          | 2:1 (0:0) | Roma             | Estadio Ramón Sánchez Pizjuán, Sevilla                                |                                                                       |
|                             | Sergio Escudero 73' · Nolito 90' | Reporte   | Edin Džeko 90+1' | Asistencia: 30.000 espectadores Árbitro(s): José Luis Munuera Montero | Asistencia: 30.000 espectadores Árbitro(s): José Luis Munuera Montero |

### X Edición: 2019
| 22 de marzo de 2019, 20:45 | Sevilla                    | 2:0 (1:0) | Schalke 04 | Estadio Ramón Sánchez Pizjuán, Sevilla                         |                                                                |
|                            | Roque Mesa 34' · Munir 71' | Reporte   |            | Asistencia: 24.012 espectadores Árbitro(s): Mario Melero López | Asistencia: 24.012 espectadores Árbitro(s): Mario Melero López |

### XI Edición: 2022
| 6 de agosto de 2022, 21:00 | Sevilla            | 1:0 (0:0) | Cádiz | Estadio Ramón Sánchez Pizjuán, Sevilla                         |                                                                |
|                            | Thomas Delaney 68' | Reporte   |       | Asistencia: 22.430 espectadores Árbitro(s): Mario Melero López | Asistencia: 22.430 espectadores Árbitro(s): Mario Melero López |

### XII Edición: Desafío de Clubes Conmebol-UEFA 2023
| 19 de julio de 2023, 22:00 | Sevilla                                                  | 1:1 (0:1) (4:1 p.)         | Independiente del Valle                             | Estadio Ramón Sánchez Pizjuán, Sevilla                                 |                                                                        |
|                            | Pedro Ortiz 90'                                          | Reporte                    | Lautaro Díaz 10'                                    | Asistencia: 19.407 espectadores Árbitro(s): Rade Obrenovič (Eslovenia) | Asistencia: 19.407 espectadores Árbitro(s): Rade Obrenovič (Eslovenia) |
|                            |                                                          | Tiros desde el punto penal |                                                     |                                                                        |                                                                        |
|                            | Joan Jordán · Iván Romero · Oussama Idrissi · Papu Gómez |                            | Lorenzo Faravelli · Michael Hoyos · Marcelo Martins |                                                                        |                                                                        |

### XIII Edición: 2024
| 26 de julio de 2024, 21:00 | Sevilla           | 1:0 (1:0) | Al-Ittihad | Estadio Ramón Sánchez Pizjuán, Sevilla                                  |                                                                         |
|                            | Lucas Ocampos 41' | Reporte   |            | Asistencia: 21.475 espectadores Árbitro(s): Alejandro Quintero González | Asistencia: 21.475 espectadores Árbitro(s): Alejandro Quintero González |

## Títulos por clubes
| Equipo                  | Títulos | Subtítulos | Años Campeón                                                     |
| Sevilla                 | 11      | 2          | 2008, 2009, 2011, 2012, 2013, 2014, 2017, 2019, 2022, 2023, 2024 |
| Granada                 | 1       | 0          | 2010                                                             |
| Boca Juniors            | 1       | 0          | 2016                                                             |
| Málaga                  | 0       | 1          | -                                                                |
| Xerez                   | 0       | 1          | -                                                                |
| Español                 | 0       | 1          | -                                                                |
| Deportivo de La Coruña  | 0       | 1          | -                                                                |
| Almería                 | 0       | 1          | -                                                                |
| Córdoba                 | 0       | 1          | -                                                                |
| Roma                    | 0       | 1          | -                                                                |
| Schalke 04              | 0       | 1          | -                                                                |
| Cádiz                   | 0       | 1          | -                                                                |
| Independiente del Valle | 0       | 1          | -                                                                |
| Al-Ittihad Jeddah Club  | 0       | 1          | -                                                                |

## Máximos goleadores
| Jugador                | Goles | Equipo                  | Participaciones |
| Jose Carlos            | 2     | Sevilla                 | 2009, 2010      |
| Frédéric Kanouté       | 2     | Sevilla                 | 2009, 2011      |
| Diego Perotti          | 2     | Sevilla                 | 2009, 2012      |
| Rodri                  | 2     | Sevilla                 | 2011            |
| Carlos Tévez           | 2     | Boca Juniors            | 2016            |
| Luís Fabiano           | 1     | Sevilla                 | 2008            |
| Renato                 | 1     | Sevilla                 | 2008            |
| Carlos Calvo           | 1     | Granada                 | 2010            |
| Manu del Moral         | 1     | Sevilla                 | 2011            |
| Míchel                 | 1     | Xerez                   | 2011            |
| Álvaro Negredo         | 1     | Sevilla                 | 2012            |
| Piotr Trochowski       | 1     | Sevilla                 | 2012            |
| Christian Fernández    | 1     | Almería                 | 2013            |
| Denis Suárez           | 1     | Sevilla                 | 2014            |
| Carlos Bacca           | 1     | Sevilla                 | 2014            |
| Darío Benedetto        | 1     | Boca Juniors            | 2016            |
| Steven N'Zonzi         | 1     | Sevilla                 | 2016            |
| Cristian Pavón         | 1     | Boca Juniors            | 2016            |
| Timothée Kolodziejczak | 1     | Sevilla                 | 2016            |
| Luciano Vietto         | 1     | Sevilla                 | 2016            |
| Sergio Escudero        | 1     | Sevilla                 | 2017            |
| Nolito                 | 1     | Sevilla                 | 2017            |
| Edin Džeko             | 1     | Roma                    | 2017            |
| Roque Mesa             | 1     | Sevilla                 | 2019            |
| Munir                  | 1     | Sevilla                 | 2019            |
| Thomas Delaney         | 1     | Sevilla                 | 2022            |
| Lautaro Díaz           | 1     | Independiente del Valle | 2023            |
| Pedro Ortiz            | 1     | Sevilla                 | 2023            |
| Lucas Ocampos          | 1     | Sevilla                 | 2024            |